# Marconne
Marconne là một xã ở tỉnh Pas-de-Calais trong vùng Hauts-de-France của Pháp.

## Dân số
| 1962                                                           | 1968 | 1975 | 1982 | 1990 | 1999 | 2006 |
| -------------------------------------------------------------- | ---- | ---- | ---- | ---- | ---- | ---- |
| 910                                                            | 1117 | 1321 | 1271 | 1367 | 1232 | 1207 |
| Census count starting from 1962: Population without duplicates |      |      |      |      |      |      |